# Inflammatory Bowel Disease des Hundes
Die Inflammatory Bowel Disease (IBD) des Hundes ist eine bei Hunden auftretende chronisch-entzündliche Erkrankung des Darms. Die Ursache ist unbekannt. Vermutlich wird sie durch ein Wechselspiel zwischen genetischen Faktoren, Umwelteinflüssen, Veränderungen der Zusammensetzung der Darmflora und einer krankhaft gesteigerten Antwort des Immunsystems ausgelöst. Hauptsymptome sind Durchfall und Erbrechen, die über einen längeren Zeitraum ständig oder immer wieder auftreten, und ein daraus resultierender Gewichtsverlust. Wie bei den chronisch-entzündlichen Darmerkrankungen des Menschen kommt es zu einer Einwanderung von Entzündungszellen in die Darmwand, selten auch in die Magenwand. Die Diagnose IBD wird nach Ausschluss anderer, insbesondere infektiöser und futtermittelbedingter Darmerkrankungen durch die feingewebliche Untersuchung von Stanzproben aus der Darmwand gestellt. Die Erkrankung ist nicht heilbar. Durch das Immunsystem unterdrückende Medikamente (Immunsuppressiva), diätetische Maßnahmen und die Stärkung der Darmflora durch Probiotika kann die IBD bei einigen Patienten zumindest klinisch unter Kontrolle gebracht werden, insgesamt ist die Prognose aber schlecht.

## Begriffsklärung
Der Name Inflammatory Bowel Disease – deutsch ‚entzündliche Darmerkrankung‘ – ist begrifflich eine so unspezifische Bezeichnung, dass darunter alle Darmentzündungen (Enteritiden) verstanden werden können. In der Vergangenheit wurde der Begriff relativ unkritisch verwendet, so dass es auch keine verlässlichen Zahlen zur Vorkommenshäufigkeit der Erkrankung gibt. Heute wird unter diesem Terminus aber nur die idiopathische entzündliche Darmerkrankung (Idiopathische IBD, IBD im engeren Sinne), also die Darmentzündung ohne erkennbare Ursache, verstanden. Wie die chronisch-entzündlichen Darmerkrankungen des Menschen mit den beiden Hauptformen Morbus Crohn und Colitis ulcerosa handelt es sich aber vermutlich auch beim Hund um eine ganze Gruppe von Erkrankungen.

## Ursache und Krankheitsentstehung
Die Ursache der Erkrankung ist bislang ungeklärt, man vermutet ein Wechselspiel zwischen genetischen Faktoren, Umwelteinflüssen, Veränderungen der Zusammensetzung der Darmflora und einer inadäquaten Antwort des Immunsystems.
Beim Morbus Crohn des Menschen, der ebenfalls in die Gruppe der chronisch-entzündlichen Darmerkrankungen gehört, sind eine Reihe von Genen identifiziert, die zur Entstehung der Erkrankung beitragen, vor allem die Gene NOD2, IL23R und ATG16L1. Bei Hunden lassen sich rasseunabhängig Veränderungen einzelner Basenpaare (Einzelnukleotid-Polymorphismen) am Toll-like-Rezeptor-5-Gen bei erkrankten Tieren nachweisen. Allerdings ist die IBD eine polygene Erkrankung, es sind also viele Gene an ihrer Entstehung beteiligt. Beim Deutschen Schäferhund, einer häufig betroffenen Hunderasse, konnten in 16 verschiedenen Genen Einzelnukleotid-Polymorphismen gefunden werden, die eine potentielle Beziehung zum Auftreten einer IBD zeigen.

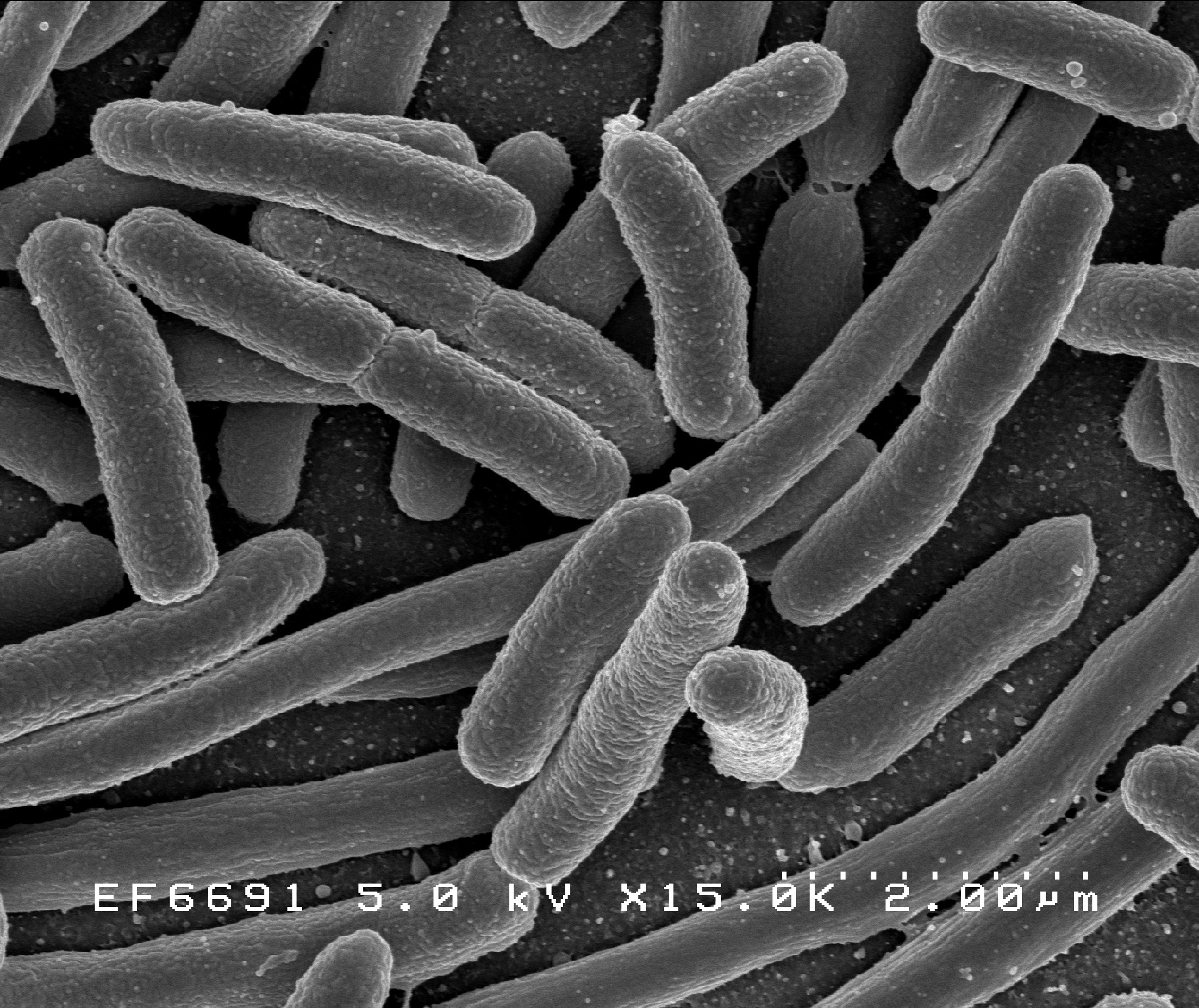
Escherichia coli, eine zur normalen Darmflora des Hundes gehörende Bakterienart

Ein entscheidender Faktor bei der Krankheitsentstehung scheint eine verminderte Toleranz des Darms gegenüber harmlosen Erregern oder Nahrungsbestandteilen zu spielen. Normalerweise werden bei der Verdauung Nahrungsbestandteile in sehr kleine Moleküle gespalten, die über die Darmschleimhaut aufgenommen werden und dabei keine Immunreaktion auslösen („orale Toleranz“). Kommt es zu einer Schädigung der Darmbarriere, gelangen größere körperfremde Moleküle (Antigene) in das Blut und führen zu einer Sensibilisierung des Immunsystems. So entwickeln 42 % der Hunde, die im Welpenalter an einer Parvovirose – einer Viruserkrankung, die mit einer erheblichen Zerstörung der Darmzotten einhergeht – erkrankten, im späteren Leben chronische Durchfallerkrankungen.
Die Gesamtheit der Mikroorganismen des Darms – die Darmflora – spielt ebenfalls eine Rolle bei der Entstehung der IBD. Die physiologische Darmflora hat eine große Bedeutung für die Gesundheit. Sie bildet eine Abwehrbarriere gegen Krankheitserreger (Kolonisationsresistenz), unterstützt die Verdauungstätigkeit und Nährstofffreisetzung, versorgt die Darmepithelzellen mit Nährstoffen und stimuliert das Immunsystem. Bei Hunden mit IBD ist die Artzusammensetzung der Darmflora gestört. Wie beim Menschen vermutet man auch bei Hunden, dass vorangegangene Antibiotikabehandlungen zu einer nachhaltigen Störung der Zusammensetzung der Darmflora führen können und so die Entstehung chronischer Darmentzündungen begünstigen. In einer Studie war der Anteil von Bakterien der Stämme Fusobacteria und Firmicutes vermindert, bei letzterem vor allem Vertreter der Gattung Faecalibacterium. Auch beim Menschen sind Änderungen der Darmflora bei den chronisch-entzündlichen Darmerkrankungen beschrieben und das für seine entzündungshemmenden Effekte bekannte Faecalibacterium prausnitzii ist bei Patienten mit aktiver IBD deutlich reduziert. In einer neueren Studie traten dagegen Faecalibakterien, wie auch Escherichia-Shigella, Clostridien, Blautia, Bifidobacterium, Enterokokken, Pseudomonaden und Lactobacillen bei erkrankten Tieren vermehrt auf, während Vertreter der Bacteroidetes, Streptokokken, Fusobakterien, Peptoclostridien und Turicibacter reduziert waren. Allerdings ist selbst die natürliche Zusammensetzung der Darmflora wenig erforscht und die systematische Zuordnung vieler Darmbakterien noch unsicher. Ein weiterer, beim Hund ebenfalls noch wenig untersuchter Aspekt ist das Wechselspiel zwischen Darmbakterien und Antikörpern vom Typ A (IgA) und G (IgG). Bei Morbus-Crohn-Patienten binden diese Immunglobuline bevorzugt an bestimmte krankheitsauslösende Bakterien. Eine aktuelle Studie konnte bei Hunden mit IBD eine um 30 % erhöhte Anzahl von IgG-gebundenen Darmbakterien nachweisen. Insbesondere Actinobacteria-Arten, vor allem Vertreter der Gattung Collinsella, sind dabei vermehrt an IgG gebunden. Die Immunglobuline werden dabei vorwiegend in der Darmwand und nicht im Blut gebildet. Darüber hinaus ließ sich auch eine erhöhte Anzahl phagozytierter Bakterien in der Darmwand nachweisen. Im Gegensatz zu Morbus-Crohn-Patienten werden bei Hunden mit IBD weniger IgA als bei gesunden gebildet und die Zahl IgA-gebundener Bakterien scheint ebenfalls nicht erhöht zu sein.
Die Abläufe bei der Krankheitsentstehung (Pathogenese) auf zellulärer und molekularer Ebene sind zumindest für die Hauptform der IBD des Hundes, der lymphozytär-plasmazelluären Enteritis (siehe unten), in Grundzügen bekannt. Hier kommt es zur Einwanderung von T-Lymphozyten in die Darmschleimhauteigenschicht, insbesondere solchen mit CD4-Rezeptor (CD4+), zu einer Erhöhung des Akute-Phase-Proteins C-reaktives Protein und zu einer vermehrten Expression von Zytokinen wie Interleukin-2, Interleukin-12, Interferon-γ, Interleukin-5, Tumornekrosefaktor-α und Transforming growth factor β.

## Klinisches Bild und weiterführende Diagnostik
Im Regelfall sind Hunde mittleren Alters betroffen. Leitsymptome der IBD sind chronischer Durchfall und Erbrechen. Der Durchfall kann entweder Dünndarm- oder Dickdarmcharakter haben. Ein Dickdarmdurchfall ist durch wässrigen Kot, Kotdrang und häufigen Kotabsatz gekennzeichnet, während bei einem Dünndarmdurchfall die Kotabsatzfrequenz nicht deutlich erhöht ist und der Kot eher breiig ist. Es können auch Darmblutungen mit Teer- oder Blutstuhl auftreten. Fressunlust und Gewichtsverlust treten ebenfalls häufig auf. Durch den Verlust von Bluteiweißen wie Albumin über den Darm verringert sich das Wasserbindungsvermögen des Blutes und es kann zum Flüssigkeitsaustritt in verschiedene Gewebe (Ödeme) oder in die Körperhöhlen (Bauchwassersucht, Thoraxerguss) kommen. Typisch für die IBD ist, dass die klinischen Erscheinungen bei einem Patienten variabel sind und sich Phasen mit Verbesserung und Verschlechterung des Zustands abwechseln.
Im Blut treten häufig eine Hypoproteinämie, eine Zunahme der Eosinophilen und ein Stressleukogramm auf. Bei Darmblutungen kann es auch zu einer Blutarmut (Anämie, zu Beginn regenerativ) und zu einer Erhöhung der Zahl der Blutplättchen kommen. C-reaktives Protein und saures Alpha1-Glykoprotein sind erhöht. Die Kotuntersuchung dient zur Abklärung parasitärer Darmerkrankungen (Giardiose, Fadenwurm- und Bandwurmbefall). Die bakteriologische Untersuchung des Kots ist beim Hund selten hilfreich, zum Nachweis der Störung der Darmflora ist sie nicht aussagekräftig. Die Bestimmung des α-1-Antitrypsins im Kot ermöglicht das Erkennen des Proteinverlusts über den Darm, ist aber bislang nur an der Texas A&M University möglich. PLI- und TLI-Tests dienen zum Ausschluss von Erkrankungen der Bauchspeicheldrüse, die eine ähnliche klinische Symptomatik wie die IBD auslösen können. Tests zur Bestimmung der Durchlässigkeit oder Stoffaufnahme im Darm mittels Cr-EDTA oder Iohexol sind in der Tiermedizin bislang nicht etabliert. Eine Urinuntersuchung ist nur zur Abgrenzung eines nierenbedingten Proteinverlustes sinnvoll. Bildgebende Verfahren sind zur Abgrenzung anderer Darmerkrankungen von Bedeutung, vor allem eines malignen Lymphoms des Darms, zur Diagnosesicherung einer IBD eignen sie sich nicht, da es meist zu keiner mit bildgebenden Verfahren erkennbaren Veränderung der Darmwand kommt. Der kontrastmittelverstärkte Ultraschall, mit dem die Durchblutung der Darmwand erfasst werden kann, ist prinzipiell zum Erkennen chronisch-entzündlicher Veränderungen der Darmwand geeignet.

## Pathohistologie und Diagnose
Weder die klinischen noch die Laborbefunde noch die Bildgebung geben spezifische Hinweise auf das Vorliegen einer IBD, sie dienen eher zur Abgrenzung anderer Darmerkrankungen. Die Diagnose IBD kann derzeit nur durch eine feingewebliche Untersuchung einer Stanzprobe aus dem Darm erfolgen. Da die Probenentnahme nur unter Vollnarkose durchgeführt werden kann, ist der Ausschluss anderer Erkrankungen aber dringend zu empfehlen. Auch bei negativem parasitologischen Befund ist eine Entwurmung sinnvoll, denn gerade bei Bandwurmerkrankungen sind falsch negative Ergebnisse häufig. Auch eine Ausschlussdiät mit einer bislang nicht verwendeten oder hydrolysierten Proteinquelle sollte zur Abgrenzung fütterungsbedingter Darmerkrankungen durchgeführt werden. Unter Umständen können auch Probiotika oder darmwirksame Antibiotika eingesetzt werden. Auf diese „diagnostischen Therapien“ – also Behandlungen, die im Erfolgsfall auf eine Krankheitsursache schließen lassen – sollte nur verzichtet werden, wenn es sich um ein schwer erkranktes Tier mit ausgeprägtem Albuminmangel handelt. In diesem Fall ist unverzüglich eine Probenentnahme einzuleiten.
Die Probenentnahme aus dem Darm kann endoskopisch oder durch eine Bauchhöhleneröffnung erfolgen. Vorteil der endoskopischen Probenentnahme ist, dass keine Operation notwendig ist und damit auch keine Wundheilungsstörungen auftreten können, auch das Risiko einer septischen Bauchfellentzündung ist sehr gering. Sie ist darüber hinaus schneller und es können gezielt Stellen mit veränderter Schleimhaut ausgesucht werden. Nachteilig ist, dass über Speiseröhre und Magen nur der vordere Dünndarm, und bei Zugang über den Mastdarm nur der Dickdarm sowie via Ileozäkalklappe auch der Hüftdarm zugänglich sind, weite Teile des Leerdarms dagegen nicht. Zudem ist die Passage vom Dickdarm durch die Ileozäkalklappe technisch anspruchsvoll und gelingt auch geübten Personen nicht immer. Darüber hinaus sind die gewonnenen Proben meist nur klein und erfassen nur die Schleimhaut. Bei chirurgischen Eingriffen lässt sich zwar eine die ganze Darmwand umfassende Probe gewinnen, eine gezielte Probenentnahme veränderter Bereiche ist aber nicht möglich, da hier nur die Muskelschicht und ihr Serosaüberzug sichtbar sind.
Feingeweblich (histopathologisch) zeigt sich in der Darmwand erkrankter Tiere eine erhöhte Zahl von Plasmazellen und Lymphozyten, seltener auch von Eosinophilen oder Neutrophilen in der Schleimhauteigenschicht. Die feingewebliche Beurteilung hat auch immer eine subjektive Komponente und sollte daher durch einen erfahrenen Untersucher erfolgen. Nach der Lokalisation im Darm und dem vorherrschenden Typ von Entzündungszellen kann die IBD weiter unterteilt werden:
| Histopathologisches Bild                                                                                       | Anmerkung                                                                                          |
| --- | -------------------------------------------------------------------------------------------------- |
| Lymphozytär-plasmazelluäre Enteritis (LPE)                                                                     | häufigste Form, Lymphozyten und Plasmazellen dominieren                                            |
| Enteropathie des Basenji                                                                                       | rassespezifisch, vermutlich eine Unterform der LPE                                                 |
| Familiäre Proteinverlust-Enteropathie (PLE) und Proteinverlust-Nephropathie des Soft Coated Wheaten Terriers   | rassespezifisch, vermutlich eine Unterform der LPE                                                 |
| Lymphozytär-plasmazelluäre Kolitis (LPC)                                                                       | Lokalisation im Kolon                                                                              |
| Eosinophile Enteritis, Eosinophile Gastroenteritis, Eosinophile Enterokolitis, Eosinophile Gastroenterokolitis | Eosinophile Granulozyten dominierend                                                               |
| Granulomatöse Enteritis                                                                                        | Granulome als dominierende Entzündungsform, als idiopathische Erkrankung im Sinne einer IBD selten |
| Regionale Enteritis                                                                                            | lokal begrenzt, eventuell identisch mit granulomatöser Enteritis                                   |
| Neutrophile Enteritis                                                                                          | Neutrophile Granulozyten dominieren                                                                |
| Histiozytäre ulzerative Kolitis                                                                                | Histiozytäre Geschwüre im Kolon, vor allem Boxer, möglicherweise infektiöse Ursache                |

Nach dem Konsensuspapier des American College of Veterinary Internal Medicine und der World Small Animal Veterinary Association gelten folgende Kriterien zur Diagnose einer IBD:
1. chronischer Verlauf (> 3 Wochen) mit anhaltenden oder wiederkehrenden Magen-Darm-Symptomen
2. histopathologischer Nachweis einer Schleimhautentzündung
3. Fehlen anderer Ursachen für eine Magen-Darm-Entzündung
4. ungenügendes Ansprechen auf diätetische, antiparasitische und antibiotische Behandlung und
5. Ansprechen auf entzündungshemmende oder immunsuppressive Behandlung.

| Kriterium           | 0              | 1                                      | 2                                      | 3                                    |
| ------------------- | -------------- | -------------------------------------- | -------------------------------------- | ------------------------------------ |
| Allgemeinbefinden   | normal         | geringgradig reduziert                 | mittelgradig reduziert                 | hochgradig reduziert                 |
| Appetit             | normal         | geringgradig reduziert                 | mittelgradig reduziert                 | hochgradig reduziert                 |
| Erbrechen           | kein Erbrechen | 1 × pro Woche                          | 2–3 × pro Woche                        | > 3 × pro Woche                      |
| Kotkonsistenz       | normal         | weich                                  | sehr weich                             | wässrig                              |
| Kotabsatzhäufigkeit | normal         | 2–3 × pro Tag                          | 4–5 × pro Tag                          | > 5 × pro Tag                        |
| Gewichtsverlust     | keiner         | < 5 %                                  | 5–10 %                                 | > 10 %                               |
| Serumalbumin        | > 20 g/l       | 15–19 g/l                              | 12–14 g/l                              | < 12 g/l                             |
| Aszites/Ödeme       | keine          | geringgradiger Aszites oder ggr. Ödeme | mittelgradiger Aszites oder mgr. Ödeme | hochgradiger Aszites oder hgr. Ödeme |
| Juckreiz            | keiner         | selten                                 | täglich                                | wacht auf, um zu kratzen             |

## Krankheitsindizes
Zur Einschätzung des Therapieerfolgs und zur Vergleichbarkeit von Studien wurden zwei Kennzahlen entwickelt, die den Schweregrad der Erkrankung charakterisieren.
Der CIBDAI (Canine IBD Activity Index) von Jergens und Mitarbeitern erfasst einige klinische Parameter: Allgemeinbefinden, Appetit, Erbrechen, Kotkonsistenz, Kotabsatzhäufigkeit und Gewichtsverlust. Diese werden mit einem Punktesystem von 0 (normal) bis 3 (ausgeprägte Veränderung) bewertet. Eine Punktesumme von 1–3 wird als klinisch unbedeutende, eine von 4–5 als leichte, eine von 6–8 als moderate und eine über 8 als schwere IBD eingestuft.
Der CCECAI (Canine Chronic Enteropathy Clinical Activity Index) von Allenspach und Mitarbeitern berücksichtigt neben den CIBDAI-Kriterien auch den Serumalbuminspiegel, das Auftreten von Ödemen oder einer Bauchwassersucht und das Vorhandensein von Juckreiz (siehe Tabelle). Eine Punktesumme von 0–3 wird als klinisch unbedeutende, eine von 4–5 als geringgradige, eine von 6–8 als mittelgradige, eine von 9–11 als schwere und eine von 12 als sehr schwere IBD eingestuft.

## Behandlung und Behandlungsaussicht
Die Hauptsäule der Behandlung ist die Absenkung der Entzündungsreaktion durch stark entzündungshemmende und/oder das Immunsystem unterdrückende (Immunsuppressiva) Wirkstoffe. Diese Therapie sollte aber erst eingeleitet werden, wenn die diagnostischen Kriterien erfüllt sind und alle anderen Maßnahmen (Ausschlussdiät, Parasitenbekämpfung) erfolglos blieben. Am häufigsten wird hierzu Prednisolon eingesetzt. Da dieser Wirkstoff, wie auch andere Glucocorticoide, zahlreiche Wirkungen im Organismus hat, gibt es relative viele unerwünschte Wirkungen wie stark gesteigerter Appetit, vermehrtes Trinken, vermehrter Urinabsatz und erhöhte Infektanfälligkeit, längerfristig auch Fettleibigkeit und Muskelschwund. Durch die Gabe weiterer Immunsuppressiva kann die Glucocorticoid-Dosis vermindert werden, bei schlechtem Ansprechen auf Glucocorticoide können diese auch ganz ersetzt werden. Für Hunde ist Ciclosporin als Immunsuppressivum zugelassen, die Behandlung ist aber deutlich kostenintensiver als eine solche mit Prednisolon. Darüber hinaus liegen positive Erfahrungen mit Chlorambucil und Azathioprin vor, welche nur als Humanarzneimittel verfügbar sind und deshalb umgewidmet werden müssen.
Die Verwendung einer hypoallergenen Diät – eines Futters mit einer einzigen, möglichst vorher noch nicht verfütterten Protein- und Kohlenhydratquelle oder eines Futters mit hydrolysiertem Eiweiß und damit kleinen, das Immunsystem nicht aktivierenden Molekülen – ist eine weitere Säule der Behandlung. Damit lassen sich nicht nur futterbedingte Erkrankungen ausschließen, sondern auch eine weitere Aktivierung des ohnehin schon krankhaft gesteigerten Immunsystems verhindern. Bei Morbus-Crohn-Patienten hat die Gabe einer hydrolysierten Nahrung auch einen positiven Effekt auf die Zusammensetzung der Darmflora.
Da die IBD mit einer Störung der Zusammensetzung der Darmflora einhergeht, ist die positive Beeinflussung der Darmflora eine weitere Säule der Behandlung. Die Verabreichung eines Probiotikums mit mehreren Bakterienstämmen im Zuge der Behandlung mit Prednisolon und einer Diät konnte einen zusätzlichen positiven Effekt auf die Stabilisierung der Darmbarriere bewirken. Einen ähnlichen Effekt könnten Kottransplantationen von gesunden Hunden haben, hier sind aber noch keine aussagekräftigen Studien publiziert. Der Einsatz von darmfloraregulierenden und immunregulatorisch wirksamen Antibiotika wie Metronidazol, Oxytetracyclin oder Tylosin sollte wegen der Gefahr von Resistenzbildungen nur bei schwerer Schädigung der Darmschranke mit der Gefahr des Übertritts von Bakterien in das Blut oder bei einer sekundären Dünndarmfehlbesiedlung erfolgen. Bei der histiozytären ulzerativen Kolitis spielen dagegen in die Kolonschleimhaut eindringende E. coli eine maßgebliche Rolle bei der Krankheitsentstehung, so dass hier die Gabe eines Antibiotikums zwingend erforderlich ist.
Da die IBD mit einer geringeren Aufnahme von B-Vitaminen, insbesondere von Folsäure und Vitamin B12, im Darm einhergeht, ist die zusätzliche Gabe dieser Vitamine sinnvoll.
Die Behandlungsaussicht (Prognose) ist schlecht. Die in der älteren Literatur dargestellten Behandlungserfolge sind zu einem Großteil auf die unscharfe Verwendung des Begriffs in der Vergangenheit zurückzuführen. Selbst bei den Tieren, die ein anfängliches Ansprechen auf die Behandlung zeigen, treten häufig Rückfälle auf, die nicht mehr auf die Standardtherapie mit Prednisolon, Diät und Probiotika ansprechen und bei etwa 20 % der Patienten in die Entscheidung zur Einschläferung münden.